# Lina Bo Bardi
Lina Bo Bardi, ursprungligen Achillina Bo, född 5 december 1914 i Rom, död 20 mars 1992, var en italiensk arkitekt som verkade under större delen av sitt liv i Brasilien. 

## Biografi
Bo Bardi började sin karriär på Gio Pontis arkitektbyrå i Milano 1930 efter utbildning vid universitetet i Rom. Där hade hon några mindre projekt innan hon startade ett eget kontor. Denna verksamhet höll på fram till 1943 då kontoret förstördes totalt i samband med ett bombanfall över Milano. Hon slutade då att praktisera som arkitekt och började istället att engagera sig politiskt inom det kommunistiska partiet. 
År 1946 träffade hon den brasilianske museicuratorn Pietro Maria Bardi som hon gifte sig med samma år. Tillsammans flyttade de till Brasilien där maken hade fått posten som direktör vid konstmuseet (MASP) i São Paulo.
Lina Bo Bardi var från slutet av 1940-talet verksam som arkitekt i Brasilien där hon kom att bli en av de mest betydelsefulla inom den sena modernismen. Bo Bardi ägnade sig mestadels åt offentliga och officiella byggnadsprojekt, där det mest berömda av hennes verk är nybyggnationen av MASP i São Paulo från 1968.

## Bildgalleri

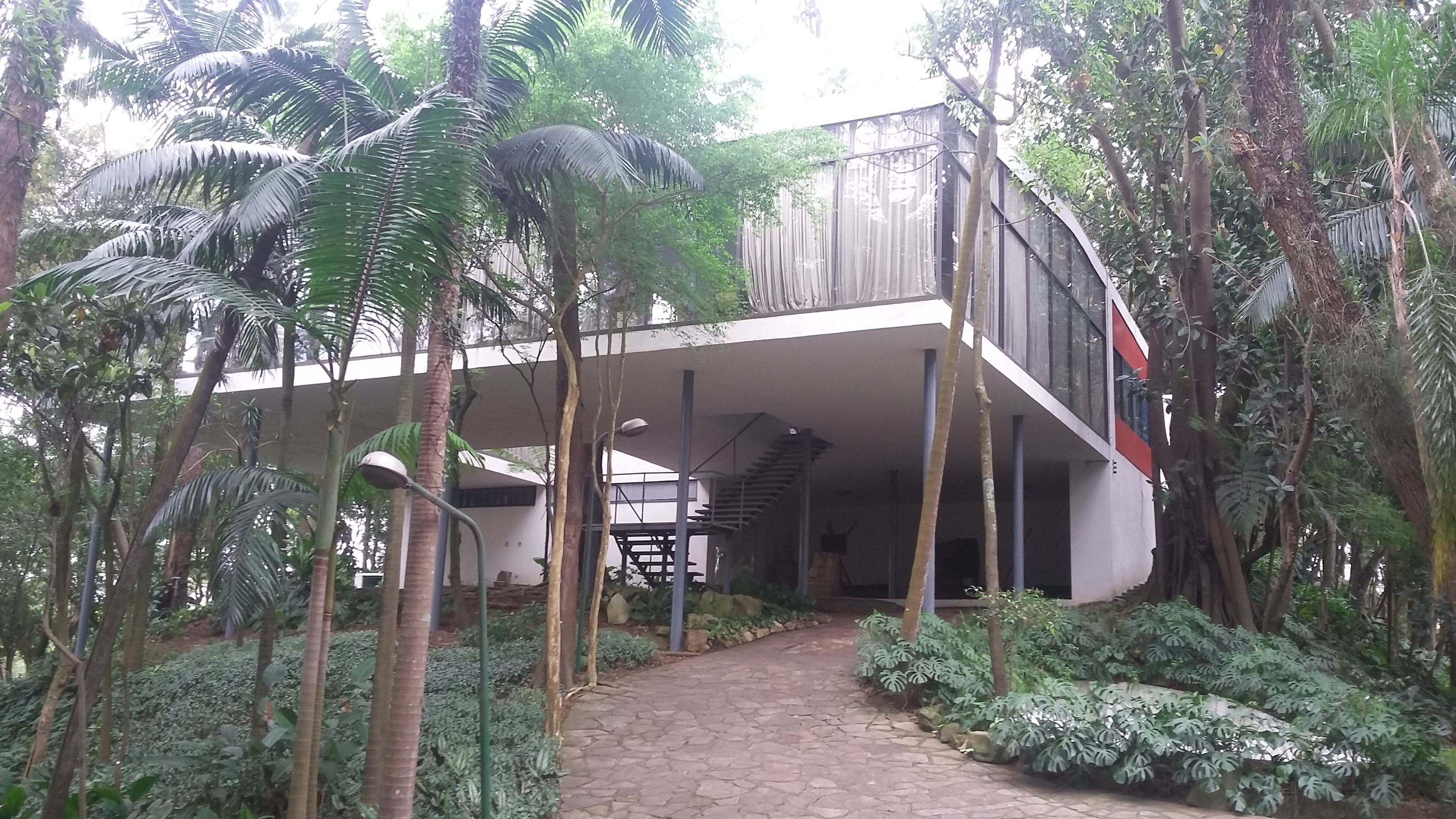
Casa de Vidro i São Paulo (1951).
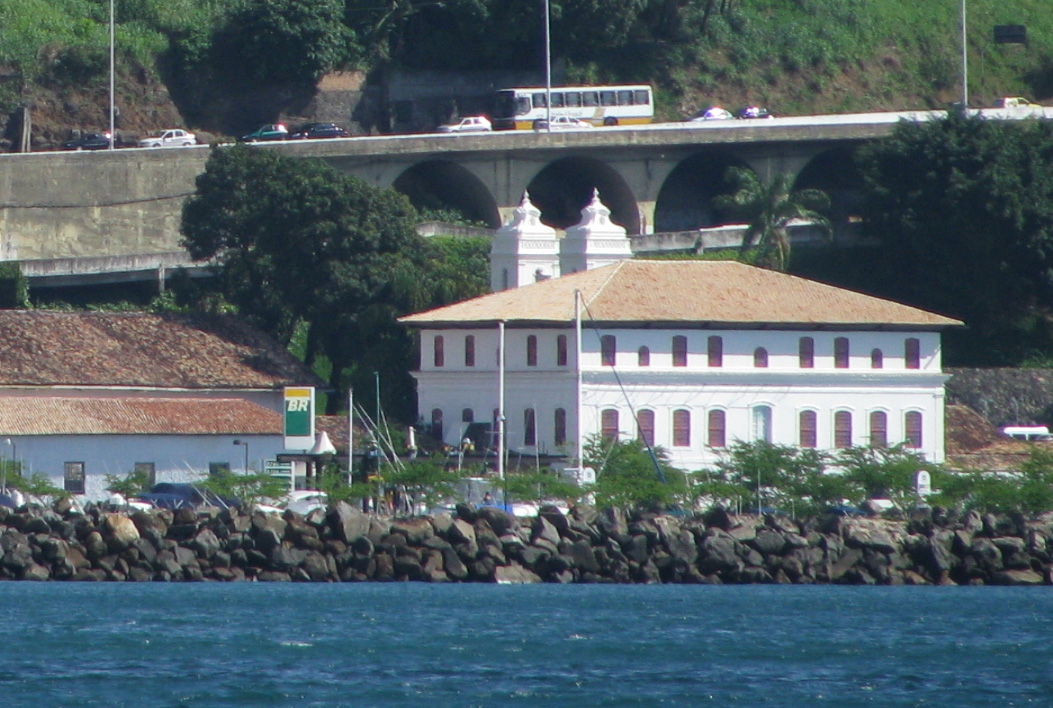
Museu de Arte Moderna da Bahia i Salvador (1960).
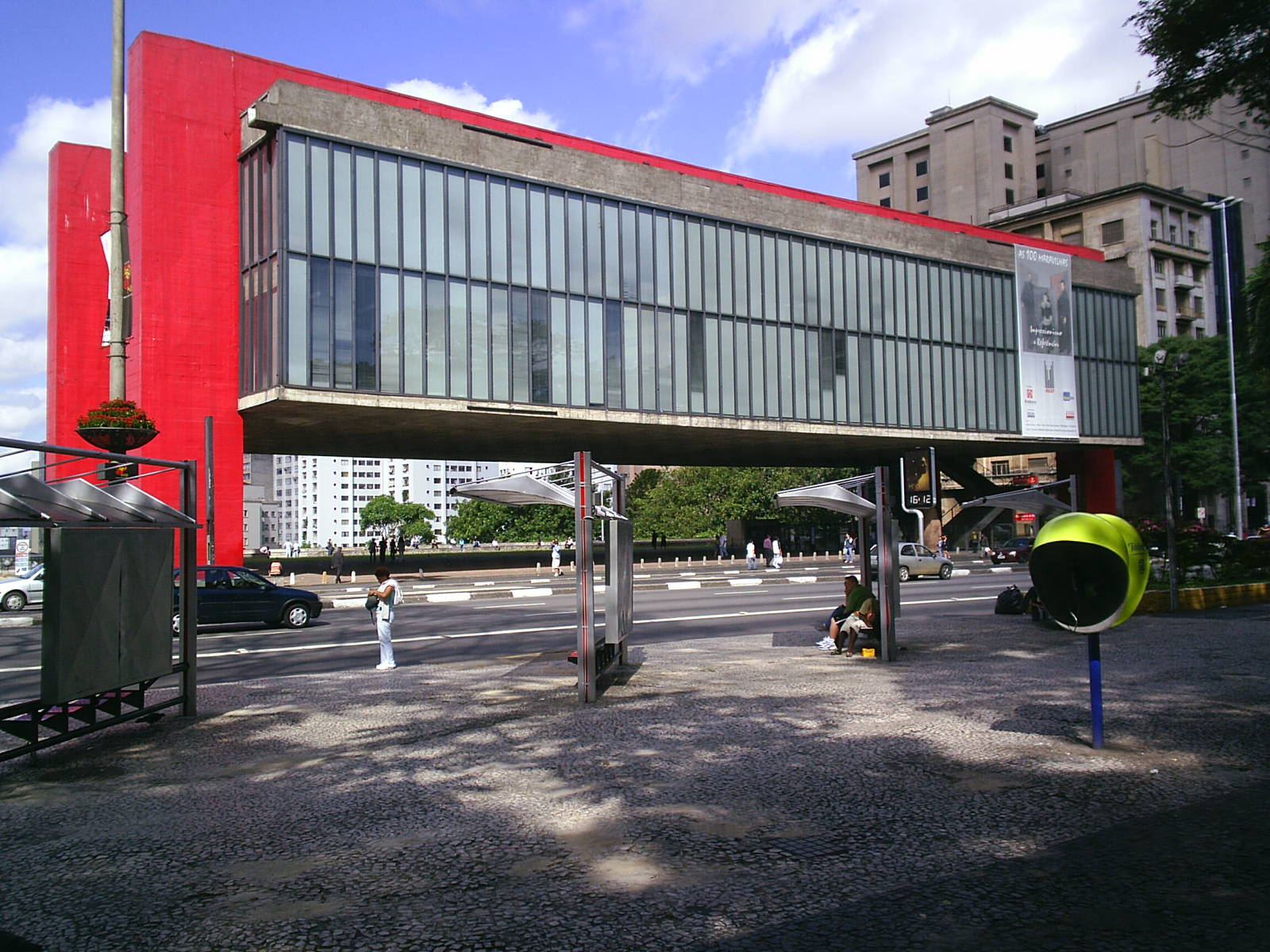
MASP i São Paulo (1968).
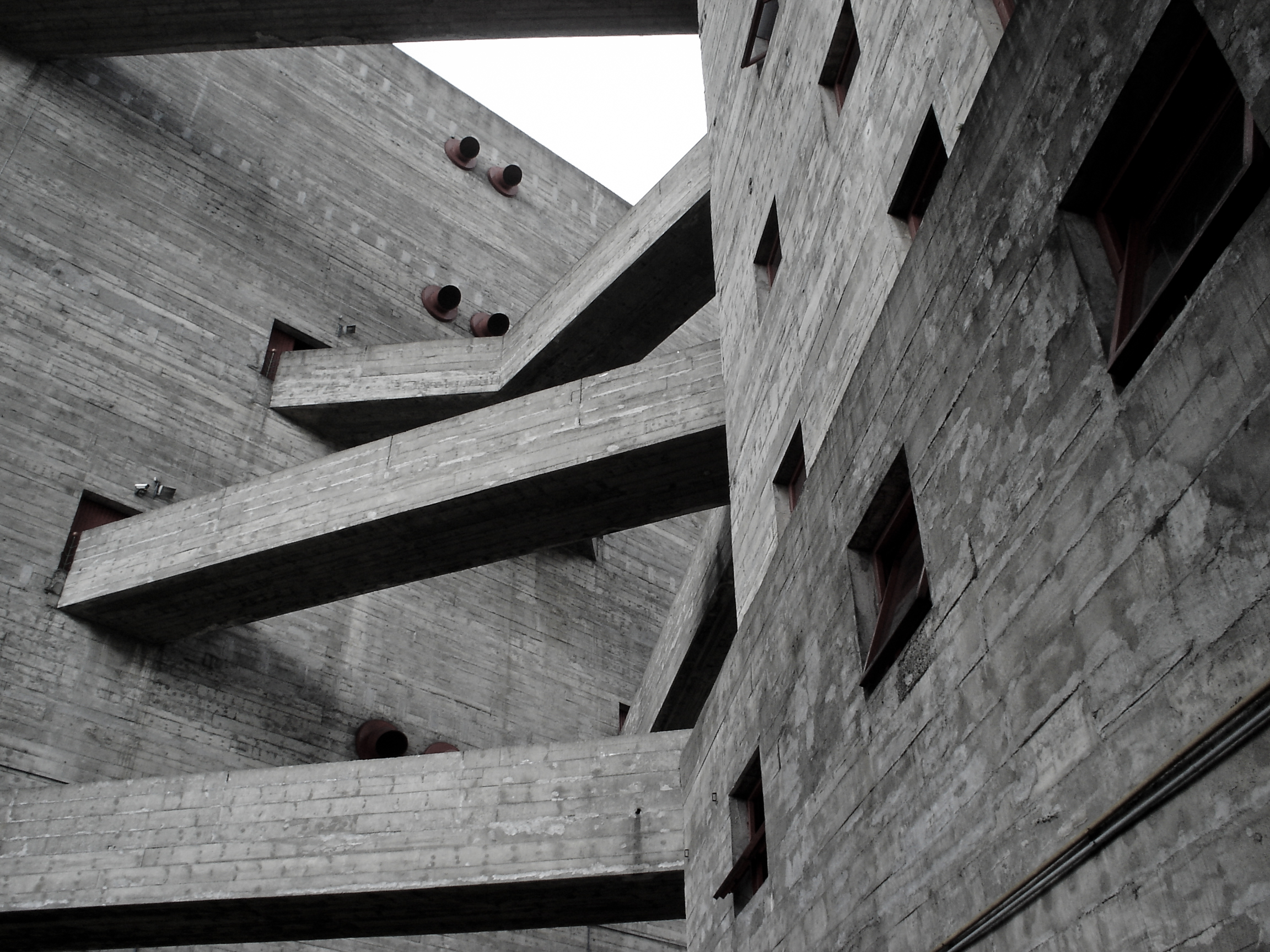
SESC Pompeia i São Paulo (1977).
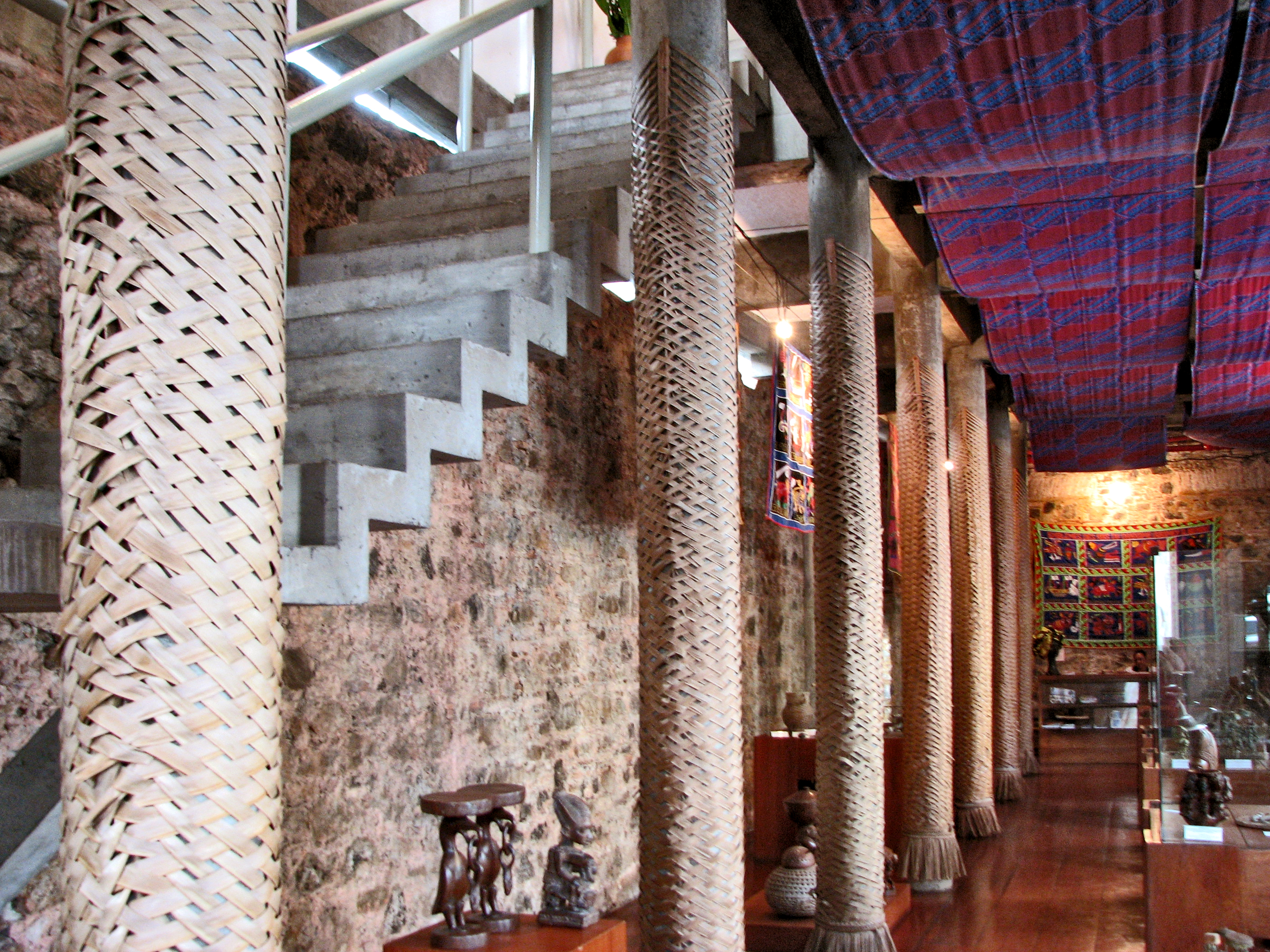
Interiören till Casa do Benin i Salvador (1988).